# Tống Phước Trị
Tống Phước Trị là Tướng của chúa Nguyễn Hoàng Trong lịch sử phong kiến Việt Nam.

## Tiểu sử và Hậu Duệ
Tống Phước Trị là người Tống Sơn  huyện Thanh Hóa. Ông làm quan với nhà Lê, tới chức Lưu Thủ Thuận Hóa, tước Luân quận công. Làm chính sự khoan hòa, Trị được trăm họ yêu mến, gọi là "Bản xứ công". Đoan Quận Công Nguyễn Hoàng  vào trấn Thuận Hóa (khoảng năm 1558). Tống Phước Trị dâng ngay sổ sách bản đồ trong cõi, rồi cùng Uy quốc công Nguyễn Ư Dĩ và Thống binh Mạc Cảnh Huống đồng lòng hết sức giúp nhà chúa. Lúc mới khai quốc, Trị thực có công. Về sau Trị ốm chết tại chức. Gia Long năm thứ 4 (1805) xét sự trạng khai quốc công thần xếp Trị vào hạng nhì, ấm thụ cho một người cháu làm Thứ đội trưởng, được thế tập, để coi việc thờ cúng, cấp 6 mẫu tự điền, 3 người phu coi mả.
Con Phước Trị là Tống Phước Đông, làm đến Chưởng cơ.
Con Tống Phước Đông là Tống Phước Khang, vì là con nhà tướng, thường được cầm quân đánh dẹp, có công, thăng đến Chưởng doanh Quận công. Lúc chết, được tặng hàm Thiếu phó.
Tống Phước Khang có hai con trai: con trưởng là Phước Vinh, làm đến Trung quân Đô đốc phủ, lúc chết tặng Thiếu phó Quận công. Con thứ hai là Tống Phước Thạch, làm đến Tiền quân Đô đốc phủ quận công.
Con Phước Vinh là Tống Phước Trí, làm đến Nội hữu Chưởng doanh.
Con Phước Thạch là Tống Phước Diệu, làm đến ngoại Chưởng doanh kiêm Tào vụ.
Con Phước Diệu là Tống Phước Dĩnh, lấy công chúa Ngọc San (con gái thứ ba của Túc Tông) làm đến Phò mã Chưởng doanh.

## Hậu Thế ghi công
Đền Thờ Lân Quốc Công Tống phước trị Được Tỉnh Thanh Hóa Công Nhận Di Tích Lịch sử Văn Hóa cấp Tỉnh.